# Liste des circonscriptions législatives de la Seine
Le département français de la Seine était composé de cinquante-cinq circonscriptions législatives.

## Présentation
Par ordonnance du 13 octobre 1958 relative à l'élection des députés à l'Assemblée nationale, le département de la Seine est constitué de cinquante-cinq circonscriptions électorales. 
Avec la réorganisation de la région parisienne en 1964, les départements de la Seine et de Seine-et-Oise sont supprimés (remplacés par ceux de Paris, des Hauts-de-Seine, de la Seine-Saint-Denis, du Val-de-Marne, de l'Essonne, des Yvelines, et du Val-d'Oise).

## Description géographique et démographique

### Composition des circonscriptions

Circonscriptions législatives de la banlieue parisienne

| 1re 2e 3e 4e 5e 6e 7e 8e 9e 10e 11e 12e 13e 14e 15e 16e 17e 18e 19e 20e 21e 22e 23e 24e 25e 26e 27e 28e 29e 30e 31e |

| Circonscriptions                                | Cantons et communes                                                                                               |
| ----------------------------------------------- | --- |
| Première circonscription de la Seine            | 1er et 4e arrondissement de Paris.                                                                                |
| Deuxième circonscription de la Seine            | 2e et 3e arrondissement de Paris.                                                                                 |
| Troisième circonscription de la Seine           | 5e arrondissement de Paris.                                                                                       |
| Quatrième circonscription de la Seine           | 6e arrondissement de Paris.                                                                                       |
| Cinquième circonscription de la Seine           | 7e arrondissement de Paris.                                                                                       |
| Sixième circonscription de la Seine             | 8e arrondissement de Paris.                                                                                       |
| Septième circonscription de la Seine            | 9e arrondissement de Paris.                                                                                       |
| Huitième circonscription de la Seine            | 10e arrondissement de Paris.                                                                                      |
| Neuvième circonscription de la Seine            | Partie du 11e arrondissement de Paris : Quartiers Folie-Méricourt et Saint-Ambroise.                              |
| Dixième circonscription de la Seine             | Partie du 11e arrondissement de Paris : Quartiers de la Roquette et Sainte-Marguerite.                            |
| Onzième circonscription de la Seine             | Partie du 12e arrondissement de Paris : Quartiers Bel-Air et Picpus (partie est).                                 |
| Douzième circonscription de la Seine            | Partie du 12e arrondissement de Paris : Quartiers Bercy, Quinze-Vingts et Picpus (partie ouest).                  |
| Treizième circonscription de la Seine           | Partie du 13e arrondissement de Paris : Quartiers Salpêtrière et La Gare.                                         |
| Quatorzième circonscription de la Seine         | Partie du 13e arrondissement de Paris : Quartiers Maison-Blanche et Croulebarbe.                                  |
| Quinzième circonscription de la Seine           | Partie du 14e arrondissement de Paris : Quartiers Montparnasse, Parc Montsouris et Petit-Montrouge.               |
| Seizième circonscription de la Seine            | Partie du 14e arrondissement de Paris : Quartier Plaisance.                                                       |
| Dix-septième circonscription de la Seine        | Partie du 15e arrondissement de Paris : Quartier Saint-Lambert.                                                   |
| Dix-huitième circonscription de la Seine        | Partie du 15e arrondissement de Paris : Quartiers Necker et Grenelle (partie nord).                               |
| Dix-neuvième circonscription de la Seine        | Partie du 15e arrondissement de Paris : Quartiers Javel et Grenelle (partie sud).                                 |
| Vingtième circonscription de la Seine           | Partie du 16e arrondissement de Paris : Quartiers Auteuil et La Muette (partie sud).                              |
| Vingt et unième circonscription de la Seine     | Partie du 16e arrondissement de Paris : Quartiers Porte-Dauphine, Chaillot et La Muette (partie nord).            |
| Vingt-deuxième circonscription de la Seine      | Partie du 17e arrondissement de Paris : Quartiers Les Ternes et Plaine Monceau (partie ouest).                    |
| Vingt-troisième circonscription de la Seine     | Partie du 17e arrondissement de Paris : Quartiers Plaine Monceau (partie est) et Batignolles (partie ouest).      |
| Vingt-quatrième circonscription de la Seine     | Partie du 17e arrondissement de Paris : Quartiers Épinettes et Batignolles (partie est).                          |
| Vingt-cinquième circonscription de la Seine     | Partie du 18e arrondissement de Paris : Quartier Les Grandes-Carrières.                                           |
| Vingt-sixième circonscription de la Seine       | Partie du 18e arrondissement de Paris : Quartier Clignancourt (partie ouest).                                     |
| Vingt-septième circonscription de la Seine      | Partie du 18e arrondissement de Paris : Quartiers La Goutte-d'Or, La Chapelle et Clignancourt (partie est).       |
| Vingt-huitième circonscription de la Seine      | Partie du 19e arrondissement de Paris : Quartiers Le Combat et La Villette (est).                                 |
| Vingt-neuvième circonscription de la Seine      | Partie du 19e arrondissement de Paris : Quartiers Le Pont-de-Flandres, L'Amérique et La Villette (ouest).         |
| Trentième circonscription de la Seine           | Partie du 20e arrondissement de Paris : Quartiers Belleville et Saint-Fargeau.                                    |
| Trente et unième circonscription de la Seine    | Partie du 20e arrondissement de Paris : Quartiers Père-Lachaise et Charonne.                                      |
| Trente-deuxième circonscription de la Seine     | Canton de Boulogne-Billancourt.                                                                                   |
| Trente-troisième circonscription de la Seine    | Communes de Nanterre et Suresnes.                                                                                 |
| Trente-quatrième circonscription de la Seine    | Communes de Neuilly-sur-Seine et Puteaux.                                                                         |
| Trente-cinquième circonscription de la Seine    | Communes de Courbevoie et La Garenne-Colombes.                                                                    |
| Trente-sixième circonscription de la Seine      | Communes de Colombes et Gennevilliers.                                                                            |
| Trente-septième circonscription de la Seine     | Communes de Bois-Colombes et Asnières-sur-Seine.                                                                  |
| Trente-huitième circonscription de la Seine     | Communes de Clichy et Levallois-Perret.                                                                           |
| Trente-neuvième circonscription de la Seine     | Canton de Saint-Ouen et Communes de Villeneuve-la-Garenne, Pierrefitte-sur-Seine et Villetaneuse.                 |
| Quarantième circonscription de la Seine         | Commune de Saint-Denis.                                                                                           |
| Quarante-et-unième circonscription de la Seine  | Communes d'Aubervilliers, La Courneuve et Stains.                                                                 |
| Quarante-deuxième circonscription de la Seine   | Communes de Bobigny, Le Bourget, Drancy et Dugny.                                                                 |
| Quarante-troisième circonscription de la Seine  | Communes de Bondy, Noisy-le-Sec, Pavillons-sous-Bois, Romainville et Villemomble.                                 |
| Quarante-quatrième circonscription de la Seine  | Canton de Pantin.                                                                                                 |
| Quarante-cinquième circonscription de la Seine  | Communes de Montreuil et Rosny-sous-Bois.                                                                         |
| Quarante-sixième circonscription de la Seine    | Canton de Vincennes.                                                                                              |
| Quarante-septième circonscription de la Seine   | Canton de Nogent-sur-Marne.                                                                                       |
| Quarante-huitième circonscription de la Seine   | Canton de Saint-Maur-des-Fossés.                                                                                  |
| Quarante-neuvième circonscription de la Seine   | Canton de Charenton-le-Pont.                                                                                      |
| Cinquantième circonscription de la Seine        | Communes d'Ivry-sur-Seine et Vitry-sur-Seine.                                                                     |
| Cinquante-et-unième circonscription de la Seine | Communes de Chevilly-Larue, Choisy-le-Roi, Fresnes, L'Haÿ-les-Roses, Orly, Rungis et Thiais.                      |
| Cinquante-deuxième circonscription de la Seine  | Communes de Arcueil, Cachan, Gentilly, Le Kremlin-Bicêtre et Villejuif.                                           |
| Cinquante-troisième circonscription de la Seine | Communes de Antony, Bagneux, Bourg-la-Reine et Montrouge.                                                         |
| Cinquante-quatrième circonscription de la Seine | Communes de Châtenay-Malabry, Châtillon-sous-Bagneux, Clamart, Fontenay-aux-Roses, Le Plessis-Robinson et Sceaux. |
| Cinquante-cinquième circonscription de la Seine | Communes de Issy-les-Moulineaux, Malakoff et Vanves.                                                              |